# ギャレット・ベンダー
ギャレット・ベンダー（Garrett Bender、1991年12月2日 - ）は、アメリカ合衆国のラグビー選手。

## プロフィール
- アメリカ・ミネソタ州ミネアポリス出身[1]。
- ポジションはセンター(CTB)。
- 身長 193cm、体重 102kg

## 略歴
2016年、リオ五輪の7人制アメリカ代表に選ばれた。
2017年、シアトル・シーウルブズに加入。